# Fernando de Utra Machado
Fernando Pais Teles de Utra Machado ComTE • ComC • ComA • ComSE (Lisboa, 1 de Maio de 1882 — Lisboa, 25 de Setembro de 1949) foi um militar e político que entre outras funções foi Ministro das Colónias de um dos governos da Primeira República Portuguesa. Após a instauração do regime ditatorial saído do Golpe de 28 de Maio de 1926 passou a apoiar a oposição democrática e foi um dos líderes da gorada Revolta de 26 de Agosto de 1931, sendo em consequência deportado para Timor.

## Biografia
Foi filho de Alberto Teles de Utra Machado e de sua esposa Maria José de Campos Pais e irmão de Francisco Pais Teles de Utra Machado.
Major.
Foi feito Comendador da Ordem Militar de Avis a 15 de Fevereiro de 1919, Comendador da Ordem Militar de Sant'Iago da Espada a 17 de Maio de 1919 e Comendador da Ordem Militar de Cristo a 28 de Junho de 1919.
Foi Ministro das Colónias do governo presidido por António Maria Baptista entre 8 de Março e 26 de Junho de 1920.
Foi feito Comendador da Ordem Militar da Torre e Espada, do Valor, Lealdade e Mérito a 8 de Fevereiro de 1922.
Apoiou a oposição democrática ao regime ditatorial instaurado pelo Golpe de 28 de Maio de 1926. Foi um dos apoiantes militares do Grupo dos Budas e um dos líderes da Revolta de 26 de Agosto de 1931 (Revolta dos Caçadores 7 e dos aviadores de Alverca). Em consequência foi deportado para Timor.

## Obras publicadas
- No distrito da Lunda: a ocupação de Cassange, Luanda: Imprensa Nacional, 1913. - 123p. : il.
- Anthony Trollope, Crepúsculo (tradução de Fernando de Utra Machado),  Lisboa : Gleba, [s.d.].